# 6e arrondissement de Hô Chi Minh-Ville
Pour les articles homonymes, voir 6e arrondissement.
Le 6e arrondissement (vietnamien : Quận 6) est un arrondissement urbain situé au sud-ouest de Hô Chi Minh-Ville au Viêt Nam.

## Présentation
En 2010, le district avait une population de 253 474 habitants et une superficie de 7 km2. [1] Il est divisé en 14 petits sous-ensembles appelés quartiers (phường) , numérotés du quartier 1 au quartier 14.
Le 6e arrondissement borde le 11e arrondissement et le district de Tân Phú au nord, le 5e arrondissement à l'est, le 8e arrondissement au sud et le district de Bình Tân à l'ouest.
Le district 6 a une forme triangulaire.
Le nord est séparé du 11e arrondissement par le canal Lo Gom, la rue Tan Hoa et le boulevard Hong Bang.
L'est est voisin du 5e arrondissement par les rues Nguyen Thi Nho , Le Quang Sung et Ngo Nhan Tinh
Le sud est séparé du 8e arrondissement par le canal Tàu Hủ-Bến Nghé.
L'ouest est voisin du District de Bình Tân.

## Galerie

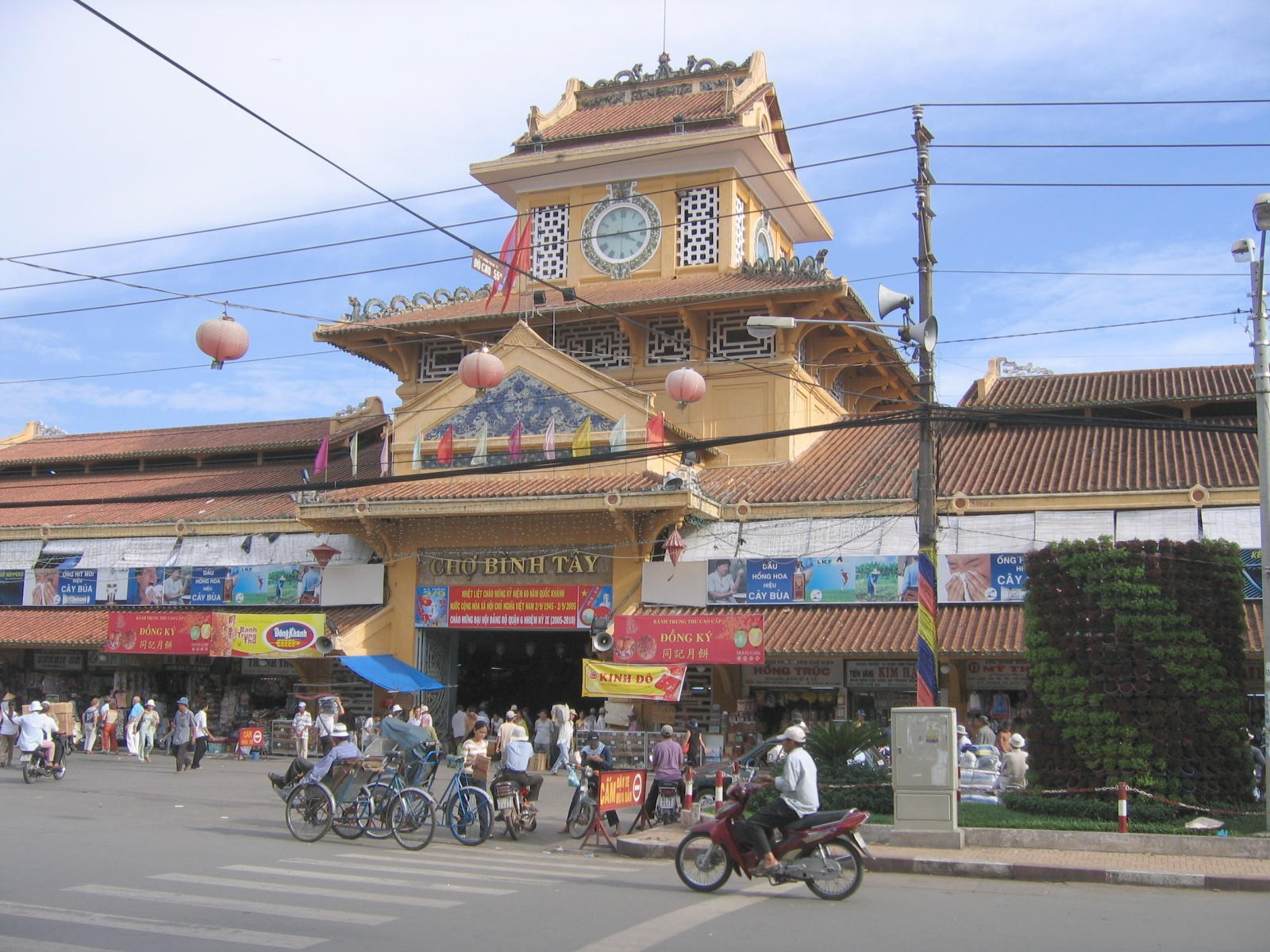
Le Marché Bình Tây.